# Noc świętojańska (moneta kolekcjonerska)
Noc świętojańska – srebrna moneta kolekcjonerska o nominale 20 zł wyemitowana 25 maja 2006 w ramach serii Polski rok obrzędowy. Jest to pierwsza polska moneta z hologramem. Była zakwalifikowana przez międzynarodowe jury amerykańskiego czasopisma „World Coin News” do konkursu na monetę roku 2007 w kategorii „People’s Choice”. Wizerunek jej rewersu znalazł się na okładce 2009 Standard Catalog Of World Coins.

## Awers
Wizerunek orła z godła Rzeczypospolitej Polskiej. Bezpośrednio pod nim napis „20 zł”. Pod lewą łapą orła znak mennicy (m ponad w). Obok orła z lewej strony i ponad nim dziewczęta i chłopcy tańczący przy ognisku. Wokół wizerunku u dołu napis „RZECZPOSPOLITA POLSKA” oraz oznaczenie roku emisji: 2006.

## Rewers
Na środku wyobrażenie kwiatu paproci w postaci naklejonego hologramu, zmieniającego kolory w zależności od kąta patrzenia. W otoku napis: „NOC ŚWIĘTOJAŃSKA”.